# Александер Ломая
Александер (Каха) Ломая (груз. ალექსანდრე ლომაია, русифіковане — Олександр Борисович Ломая, рос. Александр Борисович Ломая; нар. 23 липня 1963, Тбілісі, Грузинська РСР, СРСР) — грузинський політик і дипломат. Надзвичайний і Повноважний Посол, кандидат технічних наук. За освітою інженер-будівельник.
У 1990-х роках був активним діячем грузинської діаспори в Росії. У 2004—2007 роках очолив Міністерство освіти і науки Грузії, з 2007 року по 2008 року був секретарем Ради Національної безпеки Грузії, а впродовж 2009—2013 років — Постійним представником Грузії при Організації Об'єднаних Націй. За час роботи в ООН встановив дипломатичні відносини з більш ніж 50-ма державами.
Нагороджений державним орденом Перемоги імені Святого Георгія.

## Біографія
Александер Ломая народився 23 липня 1964 року у Тбілісі, столиці Грузинської РСР СРСР. У 1985 році закінчив Грузинський державний політехнічний інститут ім. В. І. Леніна, факультет гідротехніки та сантехніки зі спеціальністю інженера-гідробудівника. У 1992 році після навчання в аспірантурі Московського інженерно-будівельного інституту він захистив кандидатську дисертацію на тему «Дослідження динамічних характеристик масивних енергетичних споруд», отримав ступінь кандидата технічних наук.
У 1985—1987 роках рр. — працював інженером у науково-дослідному інституті «Тбілгідропроект».
У 1989 році — вступив до грузинської партії Союзу національної справедливості, яка у 1992 році була перетворена на Християнсько-демократичний союз (ХДС) та входила до грузинського парламенту.
У 1989—1992 роках — був членом, потім головою «Зали грузинської громади» у Москві.
У 1991 році — був призначений на посаду заступника повноважного представника уряду Грузії в Москві, пізніше став повноважним представником і обіймав цю посаду до 31 грудня 1991 року, коли грузинський президент Звіад Гамсахурдія був повалений у результаті державного перевороту.
У 1993—1994 роках — був генеральним секретарем ХДС, домігся входження партії в Християнсько-демократичний інтернаціонал.
У 1995 році Ломая був редактором грузинської газети «Аргументи», що спеціалізувалась на міжнародній економічній стратегії.
У 1995—2000 роках — обіймав посаду координатора програми «громадянське суспільство та мас-медіа» грузинського відділення «Фонду Євразія». На цій посаді він контролював та розподіляв у вигляді грантів бюджет розміром понад 2 мільйони доларів США в Грузії та Азербайджані.
У 1998 році — Ломая входив до комітету стратегічного планування «Фонду Євразія».
У 2000 році він став директором грузинського відділення фонду, у 2001 році під його керівництвом грузинське відділення змогло стати найкращим відділенням фонду з фінансової діяльності та стратегії.
У 2002 році Ломая перейшов на роботу до неурядової організації «Проект Демократична коаліція», створеної Джорджем Соросом та його інститутом «Відкрите суспільство» (Open Society). У цьому проекті Ломая був регіональним директором у країнах Колишнього Радянського Союзу.
У 2003 році він став виконавчим директором філії фонду «Відкритого суспільства» в Грузії, де контролював понад 50 цільових програм з бюджетом близько 2,5 мільйона доларів.
14 лютого 2004 року — увійшов до нового уряду Грузії в якості міністра освіти та науки.
19 листопада 2007 року — призначений на посаду секретаря Ради безпеки Грузії.
13 серпня 2008 року — він оголосив про подання Грузією позову проти Росії до Міжнародного суду ООН. Ломая звинуватив Росію у розпалюванні конфлікту, заявивши, що причиною війни стало бажання російського керівництва отримати контроль над грузинськими трубопроводами та усунути президента Грузії, Міхеіла Саакашвілі. Після того, як президент Росії, Дмитро Медведєв, в порушення норм міжнародного права, визнав незалежність так званих «Абхазії» та «Південної Осетії», Ломая заявив, що відносини Грузії з Росією «припиняються надовго, якщо не назавжди».
У 2009—2013 роках — Постійний представник Грузії при Організації Об'єднаних Націй.

## Нагороди та почесні звання
- Орден Перемоги імені Святого Георгія